# Charte de Londres du Tribunal militaire international
Le Statut du Tribunal militaire international (connu également comme la Charte de Londres ou la Charte de Nuremberg ou Statut de Nuremberg) est un document annexé à l'Accord de Londres du 8 août 1945 qui fixe « La constitution, la juridiction et les fonctions du Tribunal […], ce statut formant partie intégrante de l'Accord ». Le Tribunal Militaire international est lui-même connu sous l'expression du procès de Nuremberg qui s'est déroulé du 14 novembre 1945 au 1er octobre 1946.

## Contenu
En termes légaux, les procédures établies dans ce texte sont plus proches du droit européen continental que de la common law en ce qui concerne la production de la preuve, le jugement par un tribunal composé de juges et non pas d'un jury, ainsi que la tolérance du ouï-dire. Les défendeurs qui seraient reconnus coupables gardent la possibilité de faire appel auprès du Conseil de contrôle allié pour l'Allemagne occupée. En outre, ils seraient autorisés à présenter des preuves pour leur défense et à contre-interroger les témoins.
La charte établit la compétence du tribunal pour juger les crimes de guerre, crimes contre l'humanité et contre la paix.
Bien que les règles contenues dans sa part substantielle ne fussent prévues initialement que pour les procès contre les dirigeants de l'Allemagne nazie, elles sont appliquées à la mise en jugement de crimes internationaux en Asie, à l'ancienne Yougoslavie et au Rwanda.
La Charte de Londres servit de base à la création du Statut de Rome, qui fut utilisé pour mettre en place la Cour pénale internationale en 1998.

## Statut du Tribunal militaire international
Partie intégrante de l’accord, le statut pose les règles de fonctionnement du tribunal. Il va suivre une procédure de type anglo-saxonne. Le choix des juges est laissé à chaque puissance représentée, qui nommera un juge et un suppléant.

### Définition des chefs d’accusation

#### Crimes contre la paix
« c'est-à-dire la direction, la préparation, le déclenchement ou la poursuite d'une guerre d'agression, ou d'une guerre en violation des traités, assurances ou accords internationaux, ou la participation à un plan concerté ou à un complot pour l'accomplissement de l'un quelconque des actes qui précèdent; »
— Titre II, art. 6, al. a., Accord de Londres du 8 août 1945, Statut du Tribunal Militaire International
La définition exprime plus loin que tous les accusés, sans exception, ont participé à un complot destiné à commettre des crimes contre la paix, des crimes de guerre et des crimes contre l’humanité. Les auteurs exposent ainsi la notion de crimes contre la paix et la notion de complot. Tous les accusés seront inculpés de ces deux chefs d’accusation.

#### Crimes de guerre
« c'est-à-dire les violations des lois et coutumes de la guerre. Ces violations comprennent, sans y être limitées, l'assassinat, les mauvais traitements et la déportation pour des travaux forcés ou pour tout autre but, des populations civiles dans les territoires occupés, l'assassinat ou les mauvais traitements des prisonniers de guerre ou des personnes en mer, l'exécution des otages, le pillage des biens publics ou privés, la destruction sans motif des villes et des villages ou la dévastation que ne justifient pas les exigences militaires; »
— Titre II, art. 6, al. b., Accord de Londres du 8 août 1945, Statut du Tribunal Militaire International
Cette définition est la même que celle du début du siècle : violations des lois et coutumes de guerre, dont assassinat et mauvais traitements des populations civiles ou des prisonniers militaires, déportation des populations civiles, exécution d’otages, pillages de biens, dévastation, destruction de villes ou villages sans motifs, …

#### Crimes contre l’humanité
« c'est-à-dire l'assassinat, l'extermination, la réduction en esclavage, la déportation, et tout autre acte inhumain commis contre toutes populations civiles, avant ou pendant la guerre, ou bien les persécutions pour des motifs politiques, raciaux ou religieux, lorsque ces actes ou persécutions, qu'ils aient constitué ou non une violation du droit interne du pays où ils ont été perpétrés, ont été commis à la suite de tout crime entrant dans la compétence du Tribunal, ou en liaison avec ce crime. »
— Titre II, art. 6, al. c., Accord de Londres du 8 août 1945, Statut du Tribunal Militaire International
Cette définition n’a été retenue qu’après un examen de quinze versions différentes. 

### Autres points importants
Un paragraphe supplémentaire précise à la fin de l'article 6 que :
« Les dirigeants, organisateurs, provocateurs ou complices qui ont pris part à l'élaboration ou à l'exécution d'un plan concerté ou d'un complot pour commettre l'un quelconque des crimes ci-dessus définis sont responsables de tous les actes accomplis par toutes personnes en exécution de ce plan.  »
— Titre II, art. 6, al. supplémentaire de fin., Accord de Londres du 8 août 1945, Statut du Tribunal Militaire International
Les articles 7 et 8 du statut définissent les notions de responsabilité des hauts responsables et de leurs subordonnés. Notamment, le statut de haut responsable ne peut donner lieu à une diminution de peine. Le fait d’avoir obéi à un ordre d’un supérieur hiérarchique ne diminue pas la responsabilité de l’individu, mais peut être un motif de diminution de peine. L’article 9 prévoit la déclaration par le tribunal du caractère criminel d’une organisation à laquelle était affilié l’un des accusés, et l’article 10 que tout membre d’une organisation criminelle pourra être poursuivi pour son affiliation par chaque État signataire du statut.
Le statut précise enfin que le procès sera équitable, et que les accusés pourront choisir librement leur avocat. Les articles 19 et 21 affirment : « Le tribunal ne sera pas lié par les règles techniques relatives à l'administration de la preuve. Il adoptera et appliquera autant que possible une procédure rapide et non formaliste et admettra tout moyen qu'il estimera avoir une valeur probante » ; « Le tribunal n'exigera pas que soit rapportée la preuve des faits de notoriété publique, mais les tiendra pour acquis. Il considère également comme preuves authentiques les documents et rapports officiels des gouvernements alliés ».
L’article 22 précise que, si le premier procès a lieu à Nuremberg, le siège permanent du tribunal sera à Berlin, et sa première réunion aura également lieu à Berlin. Le tribunal aura le droit de désigner les lieux des procès ultérieurs à sa convenance.